# Monterey Sports Car Championships 1999
Navigation
Édition suivante
Le Monterey Sports Car Championships 1999, (Visa SportsCar Championships Presented by Honda 1999) disputé sur le 10 octobre 1999 sur le Mazda Raceway Laguna Seca est la septième manche de l'American Le Mans Series 1999.

## Course

### Classement de la course
Classement final de la course (vainqueurs de catégorie en gras), :
| Pos.   | Catégorie | N° | Écurie                                 | Pilotes                                        | Châssis                    | Pneus | Tours/Abandon |
| Pos.   | Catégorie | N° | Écurie                                 | Pilotes                                        | Moteur                     | Pneus | Tours/Abandon |
| ------ | --------- | -- | -------------------------------------- | ---------------------------------------------- | -------------------------- | ----- | ------------- |
| 1      | LMP       | 42 | BMW Motorsport Schnitzer Motorsport    | JJ Lehto Steve Soper                           | BMW V12 LMR                | M     | 121           |
| 1      | LMP       | 42 | BMW Motorsport Schnitzer Motorsport    | JJ Lehto Steve Soper                           | BMW S70 6.0 L V12          | M     | 121           |
| 2      | LMP       | 2  | Panoz Motor Sports                     | Johnny O'Connell Jan Magnussen                 | Panoz LMP-1 Roadster-S     | M     | 121           |
| 2      | LMP       | 2  | Panoz Motor Sports                     | Johnny O'Connell Jan Magnussen                 | Ford (Élan-Yates) 6.0 L V8 | M     | 121           |
| 3      | LMP       | 43 | BMW Motorsport Schnitzer Motorsport    | Joachim Winkelhock Bill Auberlen               | BMW V12 LMR                | M     | 121           |
| 3      | LMP       | 43 | BMW Motorsport Schnitzer Motorsport    | Joachim Winkelhock Bill Auberlen               | BMW S70 6.0 L V12          | M     | 121           |
| 4      | LMP       | 36 | Doran Lista Racing Jim Matthews Racing | Stefan Johansson Jim Matthews                  | Ferrari 333 SP             | M     | 118           |
| 4      | LMP       | 36 | Doran Lista Racing Jim Matthews Racing | Stefan Johansson Jim Matthews                  | Ferrari F310E 4.0 L V12    | M     | 118           |
| 5      | LMP       | 16 | Dyson Racing                           | Elliott Forbes-Robinson James Weaver           | Riley & Scott Mk III       | G     | 118           |
| 5      | LMP       | 16 | Dyson Racing                           | Elliott Forbes-Robinson James Weaver           | Ford 5.0 L V8              | G     | 118           |
| 6      | LMP       | 12 | Doyle-Risi Racing                      | Alex Caffi Wayne Taylor                        | Ferrari 333 SP             | P     | 117           |
| 6      | LMP       | 12 | Doyle-Risi Racing                      | Alex Caffi Wayne Taylor                        | Ferrari F310E 4.0 L V12    | P     | 117           |
| 7      | LMP       | 8  | Transatlantic Racing                   | Scott Schubot Butch Leitzinger                 | Riley & Scott Mk III       | G     | 116           |
| 7      | LMP       | 8  | Transatlantic Racing                   | Scott Schubot Butch Leitzinger                 | Ford 5.0 L V8              | G     | 116           |
| 8 DNF  | LMP       | 1  | Panoz Motor Sports                     | David Brabham Éric Bernard                     | Panoz LMP-1 Roadster-S     | M     | 115           |
| 8 DNF  | LMP       | 1  | Panoz Motor Sports                     | David Brabham Éric Bernard                     | Ford (Élan-Yates) 6.0 L V8 | M     | 115           |
| 9      | LMP       | 00 | Sintura Racing                         | Richard Dean Kurt Luby                         | Sintura S99                | D     | 112           |
| 9      | LMP       | 00 | Sintura Racing                         | Richard Dean Kurt Luby                         | Judd GV4 4.0 L V10         | D     | 112           |
| 10     | LMP       | 15 | Hybrid R&D                             | Chris Bingham Rick Sutherland                  | Riley & Scott Mk III       | Y     | 111           |
| 10     | LMP       | 15 | Hybrid R&D                             | Chris Bingham Rick Sutherland                  | Ford 5.0 L V8              | Y     | 111           |
| 11     | GTS       | 91 | Dodge Viper Team Oreca                 | Olivier Beretta Karl Wendlinger                | Dodge Viper GTS-R          | M     | 110           |
| 11     | GTS       | 91 | Dodge Viper Team Oreca                 | Olivier Beretta Karl Wendlinger                | Dodge 8.0 L V10            | M     | 110           |
| 12     | GTS       | 3  | Corvette Racing                        | Chris Kneifel Ron Fellows                      | Chevrolet Corvette C5-R    | G     | 109           |
| 12     | GTS       | 3  | Corvette Racing                        | Chris Kneifel Ron Fellows                      | Chevrolet 7.0 L V8         | G     | 109           |
| 13     | LMP       | 27 | Doran Lista Racing                     | Didier Theys Mauro Baldi                       | Ferrari 333 SP             | M     | 109           |
| 13     | LMP       | 27 | Doran Lista Racing                     | Didier Theys Mauro Baldi                       | Ferrari F310E 4.0 L V12    | M     | 109           |
| 14     | GTS       | 56 | Martin Snow Racing                     | Martin Snow Kelly Collins                      | Porsche 911 GT2            | M     | 108           |
| 14     | GTS       | 56 | Martin Snow Racing                     | Martin Snow Kelly Collins                      | Porsche 3.6 L Turbo Flat-6 | M     | 108           |
| 15     | GT        | 02 | Reiser Callas Rennsport                | Johnny Mowlem David Murry                      | Porsche 911 Carrera RSR    | P     | 108           |
| 15     | GT        | 02 | Reiser Callas Rennsport                | Johnny Mowlem David Murry                      | Porsche 3.8 L Flat-6       | P     | 108           |
| 16     | GT        | 23 | Manthey Racing Alex Job Racing         | Dirk Müller Cort Wagner                        | Porsche 911 GT3 R (996)    | M     | 107           |
| 16     | GT        | 23 | Manthey Racing Alex Job Racing         | Dirk Müller Cort Wagner                        | Porsche 3.6 L Flat-6       | M     | 107           |
| 17     | GTS       | 08 | Roock Motorsport North America         | Claudia Hürtgen André Ahrlé                    | Porsche 911 GT2            | Y     | 107           |
| 17     | GTS       | 08 | Roock Motorsport North America         | Claudia Hürtgen André Ahrlé                    | Porsche 3.8 L Turbo Flat-6 | Y     | 107           |
| 18     | LMP       | 28 | Intersport Racing                      | Jon Field Paul Debban                          | Lola B98/10                | G     | 106           |
| 18     | LMP       | 28 | Intersport Racing                      | Jon Field Paul Debban                          | Ford (Roush) 6.0 L V8      | G     | 106           |
| 19     | GTS       | 61 | Konrad Motorsport                      | Michel Neugarten Simon Sobrero                 | Porsche 911 GT2            | D     | 105           |
| 19     | GTS       | 61 | Konrad Motorsport                      | Michel Neugarten Simon Sobrero                 | Porsche 3.6 L Turbo Flat-6 | D     | 105           |
| 20     | GT        | 22 | Alex Job Racing                        | Mike Fitzgerald Darryl Havens                  | Porsche 911 Carrera RSR    | Y     | 103           |
| 20     | GT        | 22 | Alex Job Racing                        | Mike Fitzgerald Darryl Havens                  | Porsche 3.8 L Flat-6       | Y     | 103           |
| 21     | LMP       | 31 | Nygmatech Motorsports                  | Stan Wattles Kurt Baumann                      | Riley & Scott Mk III       | ?     | 103           |
| 21     | LMP       | 31 | Nygmatech Motorsports                  | Stan Wattles Kurt Baumann                      | Ford 5.0 L V8              | ?     | 103           |
| 22 DNF | LMP       | 11 | Doyle-Risi Racing                      | Max Angelelli Didier de Radiguès               | Ferrari 333 SP             | P     | 102           |
| 22 DNF | LMP       | 11 | Doyle-Risi Racing                      | Max Angelelli Didier de Radiguès               | Ferrari F310E 4.0 L V12    | P     | 102           |
| 23     | GT        | 03 | Reiser Callas Rennsport                | Grady Willingham Joel Reiser Craig Stanton     | Porsche 911 Carrera RSR    | P     | 101           |
| 23     | GT        | 03 | Reiser Callas Rennsport                | Grady Willingham Joel Reiser Craig Stanton     | Porsche 3.8 L Flat-6       | P     | 101           |
| 24 DNF | GT        | 40 | Team PRC                               | Mike Doolin Scott Peeler                       | Porsche 911 GT3 Cup (996)  | G     | 99            |
| 24 DNF | GT        | 40 | Team PRC                               | Mike Doolin Scott Peeler                       | Porsche 3.6 L Flat-6       | G     | 99            |
| 25     | GT        | 53 | White Lightning Racing                 | Dale White Michael Petersen                    | Porsche 911 Carrera RSR    | Y     | 98            |
| 25     | GT        | 53 | White Lightning Racing                 | Dale White Michael Petersen                    | Porsche 3.8 L Flat-6       | Y     | 98            |
| 26     | GT        | 6  | Prototype Technology Group             | Boris Said Brian Cunningham Hans-Joachim Stuck | BMW M3                     | Y     | 96            |
| 26     | GT        | 6  | Prototype Technology Group             | Boris Said Brian Cunningham Hans-Joachim Stuck | BMW 3.2 L I6               | Y     | 96            |
| 27     | GT        | 97 | Millennium Motorsports                 | David Friedman Chris Miller                    | Porsche 911 Carrera RSR    | ?     | 93            |
| 27     | GT        | 97 | Millennium Motorsports                 | David Friedman Chris Miller                    | Porsche 3.8 L Flat-6       | ?     | 93            |
| 28     | GTS       | 83 | Chiefie Motorsports                    | Zak Brown Stephen Earle Stefano Buttiero       | Porsche 911 GT2            | ?     | 90            |
| 28     | GTS       | 83 | Chiefie Motorsports                    | Zak Brown Stephen Earle Stefano Buttiero       | Porsche 3.6 L Turbo Flat-6 | ?     | 90            |
| 29     | GT        | 17 | Contemporary Motorsports               | Mike Conte Bruno Lambert                       | Porsche 911 Carrera RSR    | ?     | 88            |
| 29     | GT        | 17 | Contemporary Motorsports               | Mike Conte Bruno Lambert                       | Porsche 3.8 L Flat-6       | ?     | 88            |
| 30     | GT        | 10 | Prototype Technology Group             | Peter Cunningham Johannes van Overbeek         | BMW M3                     | Y     | 87            |
| 30     | GT        | 10 | Prototype Technology Group             | Peter Cunningham Johannes van Overbeek         | BMW 3.2 L I6               | Y     | 87            |
| 31     | GTS       | 55 | Saleen/Allen Speedlab                  | Terry Borcheller Ron Johnson                   | Saleen Mustang SR          | P     | 84            |
| 31     | GTS       | 55 | Saleen/Allen Speedlab                  | Terry Borcheller Ron Johnson                   | Ford 8.0 L V8              | P     | 84            |
| 32 DNF | GT        | 25 | RWS Motorsport                         | Hans-Jörg Hofer Sascha Maassen                 | Porsche 911 GT3 R (996)    | M     | 79            |
| 32 DNF | GT        | 25 | RWS Motorsport                         | Hans-Jörg Hofer Sascha Maassen                 | Porsche 3.6 L Flat-6       | M     | 79            |
| 33 DNF | LMP       | 95 | TRV Motorsport                         | Jeret Schroeder Tom Volk                       | Riley & Scott Mk III       | G     | 70            |
| 33 DNF | LMP       | 95 | TRV Motorsport                         | Jeret Schroeder Tom Volk                       | Chevrolet 6.0 L V8         | G     | 70            |
| 34 DNF | LMP       | 0  | Team Rafanelli SRL                     | Eric van de Poele Mimmo Schiattarella          | Riley & Scott Mk III       | Y     | 69            |
| 34 DNF | LMP       | 0  | Team Rafanelli SRL                     | Eric van de Poele Mimmo Schiattarella          | Judd GV4 4.0 L V10         | Y     | 69            |
| 35 DNF | GTS       | 48 | Freisinger Motorsport                  | Wolfgang Kaufmann Bob Wollek                   | Porsche 911 GT2            | D     | 67            |
| 35 DNF | GTS       | 48 | Freisinger Motorsport                  | Wolfgang Kaufmann Bob Wollek                   | Porsche 3.6 L Turbo Flat-6 | D     | 67            |
| 36 DNF | LMP       | 38 | Champion Racing                        | Allan McNish Ralf Kelleners                    | Porsche 911 GT1 Evo        | M     | 55            |
| 36 DNF | LMP       | 38 | Champion Racing                        | Allan McNish Ralf Kelleners                    | Porsche 3.2 L Turbo Flat-6 | M     | 55            |
| 37 DNF | GT        | 7  | Prototype Technology Group             | Peter Cunningham Mark Simo                     | BMW M3                     | Y     | 51            |
| 37 DNF | GT        | 7  | Prototype Technology Group             | Peter Cunningham Mark Simo                     | BMW 3.2 L I6               | Y     | 51            |
| 38 DNF | GT        | 65 | Pregrid Motorsports                    | Randy Pobst John Brosius Jonathan Fay          | Porsche 911 3.8 Cup        | Y     | 51            |
| 38 DNF | GT        | 65 | Pregrid Motorsports                    | Randy Pobst John Brosius Jonathan Fay          | Porsche 3.8 L Flat-6       | Y     | 51            |
| 39 DNF | LMP       | 29 | Intersport Racing                      | Spencer Trenery Vic Rice                       | Riley & Scott Mk III       | G     | 45            |
| 39 DNF | LMP       | 29 | Intersport Racing                      | Spencer Trenery Vic Rice                       | Ford (Roush) 6.0 L V8      | G     | 45            |
| 40 DNF | GT        | 68 | The Racer's Group                      | Kevin Buckler Wade Gaughran                    | Porsche 911 Carrera RSR    | G     | 44            |
| 40 DNF | GT        | 68 | The Racer's Group                      | Kevin Buckler Wade Gaughran                    | Porsche 3.8 L Flat-6       | G     | 44            |
| 41 DNF | GTS       | 92 | Dodge Viper Team Oreca                 | David Donohue Tommy Archer                     | Dodge Viper GTS-R          | M     | 33            |
| 41 DNF | GTS       | 92 | Dodge Viper Team Oreca                 | David Donohue Tommy Archer                     | Dodge 8.0 L V10            | M     | 33            |
| 42 DNF | GT        | 67 | The Racer's Group                      | Kimberly Hiskey John Hill                      | Porsche 911 Carrera RSR    | G     | 28            |
| 42 DNF | GT        | 67 | The Racer's Group                      | Kimberly Hiskey John Hill                      | Porsche 3.8 L Flat-6       | G     | 28            |
| 43 DNF | LMP       | 75 | DAMS                                   | Jean-Marc Gounon Christophe Tinseau            | Lola B98/10                | P     | 1             |
| 43 DNF | LMP       | 75 | DAMS                                   | Jean-Marc Gounon Christophe Tinseau            | Judd GV4 4.0 L V10         | P     | 1             |
| DNS    | GTS       | 52 | Maxwell Racing                         | Harry Rady Cary Eisenlohr                      | Porsche 911 GT2            | Y     | -             |
| DNS    | GTS       | 52 | Maxwell Racing                         | Harry Rady Cary Eisenlohr                      | Porsche 3.6 L Turbo Flat-6 | Y     | -             |